# Miara (metrologia)
Miara (wielkości fizycznej lub umownej) – liczbowy wynik pomiaru danej wielkości, wartość wielkości fizycznej lub umownej wyrażona w postaci iloczynu liczby (wartości liczbowej wielkości), określającej stosunek wartości wielkości do jednostki miary (czyli wskazującej, ile razy wartość ta jest większa lub mniejsza od jednostki miary) i jednostki miary tej wielkości.
Dawniej nazwa przyrządu pomiarowego lub jednostki miary.